# Hyperkaliémie
 Mise en garde médicale
L'hyperkaliémie est un trouble hydroélectrolytique défini par un excès de potassium dans le plasma sanguin : son diagnostic positif est affirmé par l'ionogramme lorsque la kaliémie est supérieure à 5 mmol/L. 
La gravité est répartie entre : légère (5.5-5.9 mmol/L), modérée (6.0-6.4 mmol/L) et sévère (>6.5 mmol/L). Lorsqu'elle est sévère et surtout rapidement constituée (aiguë), l'hyperkaliémie peut engager le pronostic vital car elle est pourvoyeuse d'arythmies et de troubles conductifs pouvant aboutir — dans les cas les plus graves et en l'absence de traitement urgent à un arrêt cardiocirculatoire.

## Rappels physiologiques
Le potassium est un ion essentiellement intracellulaire. Son apport est alimentaire — fruits secs, bananes, chocolat, légumes verts, etc. — dans les situations normales. La régulation à long terme du stock potassique et le maintien d'un taux plasmatique (kaliémie) normal sont assurés par une excrétion rénale variable soumise à une régulation hormonale : l'action de l'aldostérone (hormone effectrice du SRAA) sur le néphron distal augmente la sécrétion tubulaire de potassium et donc son élimination urinaire.
À plus court terme, la kaliémie est également sous l'influence de deux autres facteurs :
- d'une part, l'activité de la Na/K-ATPase qui va dans le sens d'un abaissement de la kaliémie par augmentation des entrées intracellulaires de potassium : le fonctionnement de cette pompe ionique est lui-même favorisé par divers stimulus physiologiques et notamment hormonaux, tels que l'action de l'insuline et des catécholamines ; son action est inhibée par les glucosides cardiotoniques.
- d'autre part, les échanges ioniques passifs entre H+ et K+, le passage intracellulaire d'un ion favorisant la sortie de l'autre pour maintenir l'électroneutralité du milieu intracellulaire : c'est pourquoi kaliémie et pH varient généralement en sens inverse sauf dans des cas rares.

L'ion potassium est impliqué dans plusieurs processus physiologiques cellulaires concernant la stabilité (électrique) membranaire et les potentiels d'action. Il intervient en particulier dans la contraction musculaire des myocytes striés, à la fois des myocytes striés squelettiques banals et des cardiomyocytes, expliquant les signes cliniques observables dans l'hyperkaliémie.

## Causes
L'hyperkaliémie est une anomalie assez fréquente puisqu'en milieu hospitalier, elle peut concerner jusqu'à un patient hospitalisé sur dix.
Le diagnostic étiologique peut souvent se déduire du contexte clinique si l'on a la notion d'une pathologie ou d'un traitement à risque d'hyperkaliémie chez le patient. Lorsque le diagnostic n'est pas évident, la mesure de la kaliurèse peut fournir une orientation étiologique.

### Causes extrarénales: avec kaliurèse élevée adaptée
Lorsque le rein n'est pas en cause, sa réponse physiologique est normale et se traduit par une élévation de la kaliurèse (KU > 10 mmol/L) visant à excréter le potassium en excès. Ce cadre étiologique regroupe les hyperkaliémies par excès d'apport et les anomalies de la répartition intracellulaire/extracellulaire du potassium.
L'excès d'apport peut survenir en cas de supplémentation potassique intraveineuse, d'administration de pénicilline sous forme de sel potassique, de solutés de nutrition entérale riches en potassium ou encore d'exsanguino-transfusion (conservateurs utilisés pour le sang total). C'est une cause rare, sauf en présence de facteurs favorisants : apports potassiques massifs et/ou rapides (surtout par voie IV), terrain d'insuffisance rénale chronique, population pédiatrique.
Les autres causes extrarénales procèdent d'une physiopathologie commune, le transfert de potassium depuis le milieu intracellulaire vers le milieu extracellulaire :
- acidose aiguë, avec tamponnement intracellulaire d'une partie des ions H+ en excès et exocytose compensatrice d'ions K+ ;
- lyse cellulaire aiguë quelle qu'en soit la cause : rhabdomyolyse notamment au cours d'un syndrome d'écrasement (crush syndrome ou syndrome de Bywaters), hémolyse, brûlures étendues, syndrome de lyse tumorale, nécrose tissulaire importante (IDM étendu ou polytraumatisme par exemple), revascularisation aiguë postopératoire, etc.
- le déficit en insuline dans les diabètes sucrés (type 1, et type 2 à la phase d'insulinopénie) ;
- exercice physique intense : relargage de potassium par les myocytes striés, favorisé par la diminution du rapport insuline/glucagon ;
- causes médicamenteuses iatrogènes : bêta-bloquants non cardiosélectifs (plutôt au titre de facteur favorisant notamment sur insuffisance rénale chronique, par inhibition du tonus β2-adrénergique), surdosage en digitaliques (par blocage de la Na/K-ATPase), agonistes α1-adrénergiques, succinylcholine (curare dépolarisant), chlorhydrate d'arginine (par échange avec le potassium intracellulaire comme dans l'acidose aiguë).

### Causes rénales: avec kaliurèse abaissée inadaptée
Lorsque la cause est rénale, c'est la diminution primitive de la kaliurèse (défaut d'excrétion rénale du potassium) qui engendre l'hyperkaliémie. Les deux principales étiologies rénales sont l'insuffisance rénale et les hypoaldostéronismes.
Les insuffisances rénales peuvent être responsables d'hyperkaliémie par diminution de la filtration glomérulaire du potassium. C'est surtout le cas dans l'insuffisance rénale aiguë si elle est anurique ou lorsqu'elle est secondaire à une cause indépendante d'hyperkaliémie (telle une rhabdomyolyse par exemple). En l'absence de facteurs favorisants, l'insuffisance rénale chronique se complique rarement d'hyperkaliémie avant le stade terminal (stade V).
Dans l'hypoaldostéronisme ou déficit en minéralocorticoïdes, l'hyperkaliémie est secondaire à la diminution de la sécrétion tubulaire distale de potassium. Les principales causes d'hypoaldostéronisme (en) sont :
- médicamenteuses iatrogènes, le plus souvent : bloqueurs du SRAA (IEC et sartans) avant tout, mais aussi AINS, inhibiteurs de la calcineurine (ciclosporine et tacrolimus) et héparines ;
- les diurétiques distaux justement dits « hyperkaliémiants » sont à rapprocher des bloqueurs du SRAA, ils agissent en créant une résistance à l'aldostérone au niveau de sa cible tubulaire ;
- les hypoaldostéronismes non médicamenteux sont dus aux insuffisances surrénaliennes aiguës et chroniques, ainsi qu'aux syndromes d'hyporéninisme-hypoaldostéronisme (hypoaldostéronismes secondaires) principalement rencontrés dans la néphropathie diabétique et les néphropathies tubulo-interstitielles chroniques.

Parmi les causes rénales plus anecdotiques d'hyperkaliémie, on peut encore citer les hypoaldostéronismes par bloc enzymatique surrénalien (déficit en 21α-hydroxylase le plus souvent), les pseudohypoaldostéronismes congénitaux (résistance à l'aldostérone d'origine génétique) et l'acidose tubulaire rénale de type 4.

## Diagnostic différentiel
Les fausses hyperkaliémies sont dues à des transferts de potassium depuis le milieu intracellulaire vers le plasma qui se produisent au cours du prélèvement ou après celui-ci, conduisant à surestimer la kaliémie réelle du patient. Elle surviennent principalement :
- en cas de prélèvement laborieux, prolongé, avec un garrot serré : la lyse cellulaire s'accompagne d'un relargage de potassium intracellulaire dans le sang veineux prélevé en aval du garrot ; en cas de doute ou de difficultés techniques, le prélèvement peut être effectué sans garrot voire par voie artérielle ;
- lorsque le délai entre le prélèvement et la centrifugation est prolongé, par exemple si la prise de sang est effectuée à domicile ;
- lors des hyperleucocytoses et thrombocytoses massives, en particulier dans un contexte d'hémopathie au cours desquelles les cellules sanguines fragilisées sont plus susceptibles de subir une lyse spontanée (leucémies aiguës et syndromes myéloprolifératifs notamment).

## Signes cliniques
La plupart du temps, l'hyperkaliémie est découverte lors d'un examen systématique, le patient ne se plaignant de rien. Les signes cliniques sont en effet aspécifiques, très inconstants (ils peuvent faire défaut même dans les hyperkaliémies sévères) et sont surtout observés en cas d'hyperkaliémie majeure et/ou rapide. Le tableau clinique peut alors comporter :
- au niveau cardiaque : une bradycardie, des palpitations en rapport avec les troubles de conduction et les arythmies respectivement ;
- au plan neuromusculaire : des paresthésies typiquement péribuccales et des extrémités, une faiblesse musculaire voire une paralysie ascendante ;
- des nausées ou des vomissements peuvent également se voir.

## Signes électrocardiographiques
Un électrocardiogramme (ECG) doit être réalisé systématiquement, et rapidement, devant toute suspicion d'hyperkaliémie.
Les anomalies de la conduction cardiaques relevées à l'ECG sont liées à l'état d'hypoexcitabilité provoqué par l'hyperkaliémie et conditionnent grandement son pronostic et son traitement. Les tracés doivent être répétés en cas d'anomalie afin de surveiller l'efficacité du traitement. Par ordre de gravité, on peut observer :
1. Des ondes T amples, pointues, symétriques ;
2. Un allongement de l'espace PR traduisant un bloc auriculoventriculaire ;
3. Des troubles du rythme ou de la conduction (bloc sino-atrial se traduisant par une bradycardie avec disparition ou raréfaction des ondes P sur l'ECG) ;
4. Un élargissement du complexe QRS ;
5. Des blocs atrio-ventriculaires de tout degré ;
6. Une tachycardie ventriculaire ;
7. Une fibrillation ventriculaire ;
8. Une asystolie.

Moyen mnémotechnique pour les signes ECG : la tête pointue (onde T pointue) du grand-père (allongement du PR) élargit le curé (QRS élargi).

## Traitement
La question essentielle est : faut-il transférer le malade en réanimation pour un traitement médical ? Cette interrogation est directement liée à la présence ou non d'une hyperkaliémie menaçante. Schématiquement, la prise en charge doit se faire en service de réanimation avec traitement maximal si au moins un de ces facteurs est présent :
- il existe des anomalies significatives sur le tracé ECG ;
- l'hyperkaliémie est supérieure à 6,5 mmol/l (ou à 6 mmol/l s'il existe des anomalies de l'ECG)[2] ;
- l'hyperkaliémie est aiguë ;
- il existe des facteurs de mauvais pronostic : acidose, hypoxie, hypocalcémie, maladie cardiaque préexistante.

### Traitement ambulatoire
Il n'est possible que si l'ECG est strictement normal, l'hyperkaliémie modérée, chronique, bien tolérée et qu'il n'existe pas de trouble métabolique ou cardiaque surajouté. Le traitement repose alors sur des mesures simples visant à contrôler la kaliémie à un seuil acceptable, ainsi que sur la surveillance régulière par ionogramme sanguin. Le traitement de la cause, lorsqu'il est possible, est essentiel.
Il repose sur un régime alimentaire excluant les aliments très riches en potassium, la prescription d'insuline qui permet d'internaliser le potassium dans la cellule, associé à une solution de glucosé pour éviter les hypoglycémies. Les béta-mimétiques en aérosols sont aussi utilisés dans ce but. Une résine échangeuse d'ions (type polystyrène sulfonate de sodium, Kayexalate) à prendre par voie orale ou rectale est souvent utilisée, alors que son efficacité n'a jamais été réellement démontrée. La correction d'une éventuelle acidose est tout aussi importante (eau de Vichy ou préparations magistrales).

### Traitement hospitalier
Le but du traitement est de limiter l'hyperkaliémie, et ainsi de protéger le cœur des troubles rythmiques.
Plusieurs techniques sont utilisées. Le gluconate de calcium (une ampoule de 10 ml intraveineuse) peut être administré en premier (sinon il risque de précipiter avec les bicarbonates) : le calcium antagonise les effets cardiaques de l'hyperkaliémie en cas d'arythmie. Son efficacité est rapide mais courte, la perfusion est renouvelable ; perfusion de sérum glucosé avec de l'insuline (voie intraveineuse lente sans dépasser 16 UI d'insuline rapide) : l'entrée du glucose dans les cellules se fait avec du potassium, réduisant ainsi le taux de ce dernier dans le liquide extracellulaire.
L'administration de bêta-2-mimétiques par voie inhalée ou en nébulisation peut être associée aux mesures précédentes. Elle est à préférer à la perfusion continue en raison des effets secondaires de cette dernière. La perfusion de bicarbonate de sodium n'est pas recommandée car d'une efficacité discutée. Si toutefois ce traitement était choisi pour une raison particulière, Il est absolument essentiel de vérifier l'absence de surcharge respiratoire (cas fréquent de l'hyperkaliémie associée à une insuffisance rénale aiguë).
L'administration d'une résine échangeuse d'ion est d'une efficacité limitée en situation aiguë. Elle pourrait être plus efficace en l'administrant en lavement.
En cas d'hyperkaliémie grave mettant en jeu la vie du patient à court terme, le traitement de choix reste l'hémodialyse à réaliser au plus tôt après avoir entrepris les mesures ci-dessus citées.
D'autres traitements sont en cours de développement, comme le ZS-9 (ou cyclosilicate de zirconium-sodium), un échangeur de cations ou le patiromer.